# Линейни кораби тип „Саут Дакота“
 Тази статия е за Линейни кораби тип „Саут Дакота“, строителството на които е прекратено според решенията на Вашингтонския договор от 1922 г..  За линкорите тип „Саут Дакота“ от времето на Втората световна война вижте Линейни кораби тип „Саут Дакота“ (1939).  
Саут Дакота (на английски: South Dakota, „Южна Дакота“) са серия линейни кораби на САЩ, развитие на типа „Колорадо“. Всичко през 1920 г. са заложени 6 кораба от този тип. Строителството им е прекратено през 1922 г. в съответствие с решенията на Вашингтонското съглашение за ограничаване на морските въоръжения.
Поръчката за строителството на серията е получена на 4 март 1917 г., корабите са заложени в периода 1920 – 1921 година, на 8 февруари 1922 г. строителството им е прекратено при готовност около 30%, през 1923 г. корабите са разкомплектовани за скрап. Някои от комплектуващите на разглобените кораби се използват за модернизацията на оставащите в строя линкори, което се разрешава от условията на Вашингтонския договор. Броневите плочи на линкора „Индиана“ са използвани за строителството на укрепления в зоната на Панамския канал.
Тези кораби е планирано да бъдат най-големите, тежко въоръжени и бронирани довоенни линкори на САЩ. По скорост (23 възела) са превъзхождани само от японските линкори от типа „Нагато“ и английските от типа „Куин Елизабет“.

## Енергетична установка

### Главна енергетична установка
Енергетичната установка на корабите от типа „Саут Дакота“ се отличава само с по-голямата си мощност от турбоелектрическата на типа „Колорадо“ и има много общо със силовата установка на линейните крайцери от типа „Лексингтън“. Два турбоагрегата привеждат във въртене два 28 000-кВт генератора („General Electric“ на „Indiana“ и „Montana“, „Westinghouse“ на останалите) за двуфазен променлив ток. Токът с напрежение 5000 В се подава към 4 електромотора с мощност по 11 200 кВт (15 020 к.с.), въртящи гребните валове. Парата за турбоагрегатите се изработва в осем (дванадесет) котела, всеки в собствен отсек, „Babcock & Wilcox“ с налягане от 285 psi (1965 кПа; 20 кгс/см²). Корабите имат скорост от 23 възела при мощност на турбините от 60 000 к.с.
Проектната далечина на плаване съставлява 8000 морски мили на ход 10 възела.

### Електрозахранване
Корабите имат осем турбогенератора с мощност по 500 кВт.

## Брониране
Горните краища на плочите на пояса се крепят към главната бронирана палуба, набрана от два слоя 70-фунтова специална стомана (STS). Под главната бронепалуба и по цялото и протежение, паралелно на нея, преминава противоосколъчна палуба: 31,7 мм STS върху 12,4 мм мека корабостроителна стомана.

## Представители на проекта
| Название              | Заложен       | Корабостроителница | Спрян         | % готовност | Разкомплектован |
| --------------------- | ------------- | ------------------ | ------------- | ----------- | --------------- |
| BB-49 „Саут Дакота“   | 15.03.1920 г. | NYNY               | 08.02.1922 г. | 38          | 1923 г.         |
| BB-50 „Индиана“       | 01.11.1920 г. | NYNY               | 08.02.1922 г. | 35          | 1923 г.         |
| BB-51 „Монтана“       | 01.09.1920 г. | MINY               | 08.02.1922 г. | 28          | 1923 г.         |
| BB-52 „Норт Каролина“ | 12.01.1920 г. | NNSY               | 08.02.1922 г. | 37          | 1923 г.         |
| BB-53 „Айова“         | 17.05.1920 г. | NNSB               | 08.02.1922 г. | 32          | 1923 г.         |
| BB-54 „Масачузетс“    | 04.04.1921 г. | BSB                | 08.02.1922 г. | ?           | 1923 г.         |

## Коментари
1. ↑  Фунта на квадратен дюйм.